# Dolina Orlicy
Dolina Orlicy (620–460 m n.p.m.) – górska dolina rzeki, mikroregion w Sudetach Środkowych w woj. dolnośląskim.

## Położenie
Dolina Orlicy położona jest między Górami Bystrzyckimi a Górami Orlickimi, wzdłuż koryta rzeki Dzikiej Orlicy, na terenie południowo-zachodniej Polski (województwo dolnośląskie) i środkowo-południowych Czech (kraj hradecki, kraj pardubicki).

## Opis
Dolina Orlicy jest to głęboka wciosowa dolina o wąskim, lekko falistym, płaskim i spadzistym dnie oraz stromych asymetrycznych zboczach. Dolina rozdziela Góry Bystrzyckie położone na północnym wschodzie od Gór Orlickich na południowym zachodzie. Wzdłuż doliny środkiem płynie rzeka Dzika Orlica (czes. Divoká Orlice), która na odcinku od Lasówki do Lesicy stanowi granicę państwową między Polską i Czechami. Obszar doliny jest ciekawy przyrodniczo i krajobrazowo, o szerokich panoramach widokowych, rozciągających się ze zboczy gór i wyżej leżących wierzchowin. Wzdłuż koryta rzeki i na terasach zalewowych rosną lasy liściaste, na terenach wsi rosną okazałe pomnikowe drzewa (głównie lipy drobnolistne).
Jeszcze 100 lat temu tętniło w dolinie życie, w położonych wzdłuż rzeki wsiach były czynne młyny, warsztaty i huty. Obecnie dolina jest w znacznym stopniu wyludniona, część wsi i osad zanikła.

## Budowa
Dno doliny stanowią warstwy zbudowane głównie ze skał metamorficznych należących do metamorfiku bystrzycko-orlickiego. Lokalnie, głównie w części południowej występują skały wapienne: wapienie krystaliczne (marmury kalcytowe i dolomitowe) i erlany. Powierzchnia zrównania doliny pokryta jest cienką warstwą utworów czwartorzędowych, glin deluwialnych, utworów eolicznych, a także osadów polodowcowych. Środek doliny wyznacza wcięte koryto rzeki Dzikiej Orlicy wraz z ujściowymi odcinkami dolin licznych potoków będących jej dopływami.

## Krajobraz
Krajobraz Doliny Orlicy uwarunkowany jest budową i przeszłością geologiczną – przedstawia krajobraz lekko falistej równiny, pociętej w poprzek licznymi potokami. Najwyższe położenie doliny wynosi 620 m n.p.m., a najniższe 460 m n.p.m. Cały obszar jest równinny, falisty, łagodnie ciągnący się w kierunku południowo-wschodnim wzdłuż koryta Dzikiej Orlicy. Poza nielicznymi wzniesieniami obszar doliny nie jest porośnięty lasem. Teren jest mało zaludniony, większość obszaru zajmują pola uprawne i łąki. Krajobraz przeobrażony, ale w nieznacznym stopniu zurbanizowany. Dolina krajobrazowo jest odpowiednikiem dolin alpejskich.

## Klimat
Położenie fizyczno-geograficzne doliny oraz masywy górskie Gór Bystrzyckich, osłaniających dolinę od północy i północnego wschodu, oraz Gór Orlickich, osłaniających ją od południowego zachodu, sprawiają, że nad obszarem ścierają się masy powietrzne, wpływające na kształtowanie się typów pogody i zjawisk atmosferycznych tego mikroregionu. Klimat jest dość zróżnicowany: od ostrego, chłodnego i wilgotnego po umiarkowany i ciepły, charakteryzujący się zmiennym stanem pogody. Pory roku są łatwo rozpoznawalne i wyznaczane przez przebieg temperatury: ciepła i wilgotna wiosna, ciepłe i często suche lato, chłodna i wilgotna jesień oraz zima ze średnimi opadami śniegu. Zachmurzenie: średnie występuje w okresie jesienno-zimowym, najmniejsze w lecie. Opadom często towarzyszą gwałtowne burze z wyładowaniami. Średnia temperatura roczna waha się w granicach 3–6 °C, w skali roku przeważają wiatry południowo-zachodnie.

## Roślinność i zwierzęta
Na terenie wiosek oraz wzdłuż dróg wyrosły nitrofilne ziołorośla z udziałem: świerząbka korzennego, świerząbka orzęsionego, pokrzywy zwyczajnej, marchewnika anyżowego i inne. W dolinie występują zbiorowiska nieleśne, będące wynikiem działalności człowieka i koncentrują się wokół terenów osadniczych. Największe z nich występują w otoczeniu Rudawy i Lasówki. W dolinach potoków występuje nadrzeczna olszynka górska. Charakterystycznym gatunkiem doliny jest łubin trwały, zarastający niezagospodarowane łąki. Obszar doliny Dzikiej Orlicy zarówno ze strony czeskiej, jak i polskiej jest projektowanym specjalnym obszarem ochrony siedlisk Natura 2000 – w wodach Dzikiej Orlicy żyje m.in. głowacz białopłetwy.

## Wody
Dolina Orlicy położona jest w dorzeczu Łaby. Największą rzeką doliny jest Dzika Orlica – lewostronny dopływ Orlicy. Większymi dopływami Dzikiej Orlicy odwadniającymi dolinę i okoliczne zbocza Gór Bystrzyckich i Orlickich są potoki: Tartaczny Potok, Białka, Mostowy Potok, Wołowiec, Czerwony Strumień, Sarni Potok, Rokytenka, Zdobnice, Bělá, Bahnice.

## Komunikacja
Wzdłuż doliny prowadzą drogi:
po polskiej stronie:
- droga wojewódzka nr 389, zwana Autostradą Sudecką, z przełęczy Polskie Wrota do Międzylesia
- droga lokalna z Poniatowa do Lesicy

po czeskiej stronie:
- droga nr 311 z Jablonné nad Orlíci do Piasnice.

## Miejscowości
Wzdłuż doliny położone są miejscowości:
- po polskiej stronie: Lesica, Niemojów, Lasówka, Rudawa, Poniatów, Piaskowice i Mostowice.
- po czeskiej stronie: Jadrná, Malá Strana, Virchní Orlice, Nova Ves, Neratov (z kościołem odbudowywanym po zniszczeniu przez Rosjan w 1945r., częściowo szklanym dachem)[1], Bartošovice, Podlesi, Černá Voda, Orlickié Záhoři, Trčkov.

## Turystyka
Przez górną część doliny przechodzi szlak turystyczny:
- – czerwony fragment Głównego Szlaku Sudeckiego z Dusznik-Zdroju do Długopola-Zdroju.

Na terenie doliny znajdują się dwa przejścia graniczne:
- turystyczne przejście graniczne: Niemojów-Bartošovice v Orlických horách,
- drogowe przejście graniczne: Mostowice-Orlické Záhoří.

## Interesujące miejsca
- Poniatów – chaty z XIX wieku.
- Rudawa – barokowy kościół z pierwszej połowy XVIII wieku przebudowany w 1769 r., wyremontowany w na początku XXI wieku, kilka starych domów z XIX wieku oraz krzyże i figury przydrożne z XIX wieku; starodrzew na przykościelnym cmentarzu z jednym grobem.
- Mostowice – późnobarokowy kościół z 1780 r. z wyposażeniem z przełomu XVIII-XIX wieku, zabytkowy budynek szkoły i plebanii, kilka domów mieszkalnych i gospodarczych z XIX wieku oraz krzyż i figura przydrożna.
- Niemojów – stare domostwa, kapliczki przydrożne, ruiny dworu sołtysów, kościół z ciekawym portalem.